# Aline Bertrand (Harfenistin)
Aline Bertrand (* 1798 in Paris; † 13. März 1835 ebenda) war eine französische Harfenistin, Komponistin und Instrumentalpädagogin.
Sie wurde unter anderem am Pariser Konservatorium von François-Joseph Naderman unterrichtet,  ab 1815 von Nicolas-Charles Bochsa.  Ihr Konzertdebüt gab sie zusammen mit Thérèse Demar 1817 in Paris.
Bertrand tourte als Harfenistin durch Europa und unterrichtete als Nebeneinkunft Harfe, vor allem in Familien des gehobenen Bürgertums. Ihre instrumentalen Fertigkeiten beurteilten Kritiker allgemein  zustimmender als ihr kompositorisches Vermögen. Der Rezensent der Allgemeinen musikalischen Zeitung würdigte nach einem Auftritt 1828 im Wiener Theater am Kärntnertor ihr „ausdrucksvolles, elegant fertiges und höchst gefühlvolles Virtuosenspiel“, in derselben Publikation hieß es jedoch 1824, sie solle nur „nicht als Componistin auftreten, denn was sie als solche leistet, verdient höchstens den Namen Compilation“.
Aline Bertrand befand sich auf einer Konzertreise, als sie 1834 erkrankte. Sie starb im folgenden Jahr in Paris. Als Ursache wurde ein „nervöses Fieber“ angegeben.
Sie hinterließ einen Eintrag in das musikalische Album/Stammbuch von Heinrich Panofka, den sie mit „Wien, 24.ten März 1827“ datierte.

## Werkverzeichnis
Werke für Harfe
- Variationen über Nel cor pui non mi sento, op. 1, Mailand
- Fantasia sulla Polonese du comte Oginsky, op. 2, Mailand
- Fantasia sulla romanza del Giuseppe (Joseph by Etienne Mehul), op. 3, Mailand
- Capriccio on themes from Rossini’s Barbiere di Siviglia and Semiramide, op. 9